# Иванковский сельсовет (Целинный район)
Ива́нковский сельсовет — упразднённые административно-территориальная единица и муниципальное образование со статусом сельского поселения в составе Целинного района Курганской области.
Административный центр — село Иванково.
Законом Курганской области от 29.06.2021 № 73 к 9 июля 2021 года сельсовет упразднён в связи с преобразованием муниципального района в муниципальный округ.

## История
В соответствии с Законом Курганской области от 6 июля 2004 года № 419 сельсовет наделён статусом сельского поселения.

## Население
| 2002 | 2004 | 2010 | 2012 | 2013 | 2014 | 2015 |
| ---- | ---- | ---- | ---- | ---- | ---- | ---- |
| 311  | ↘310 | ↘219 | ↘213 | ↘209 | ↘208 | ↘199 |
| 2016 | 2017 | 2018 | 2019 | 2020 |      |      |
| ↘179 | ↘178 | ↘172 | ↗173 | →173 |      |      |

## Состав сельского поселения
| № | Населённый пункт | Тип населённого пункта       | Население |
| - | ---------------- | ---------------------------- | --------- |
| 1 | Иванково         | село, административный центр | ↘206      |
| 2 | Козыревка        | деревня                      | ↘13       |